# Albert Mockel
Albert Henri Louis Mockel (Ougrée, 27 december 1866 - Elsene, 30 januari 1945) was een Belgisch Franstalig dichter en literatuurcriticus. Hij was de oprichter van het symbolistisch literair tijdschrift La Wallonie en was een van de stichtende leden van de Académie royale de langue et de littérature françaises de Belgique.

## Levensloop

### Afkomst en beginjaren
Hij was de zoon van Adolphe Mockel (1812-1891), een Luiks industrieel, en van Claire Behr (1831-1913), telg van het adellijke geslacht Behr en dochter van de burgemeester van Ougrée, Albert Behr. Claire Behr werd in 1909 in de adelstand verheven en kreeg de persoonlijk titel barones. Tegelijkertijd werd Albert Mockel geadopteerd door zijn oom Frédéric Behr (1835-1916), die vrijgezel was gebleven.
Mockel voltooide het middelbaar onderwijs aan het Koninklijk Atheneum van Luik en ging daarna naar de Universiteit van Luik waar hij in 1887 het kandidaatsdiploma in de rechten behaalde. Daarna volgde hij enkel nog vrije colleges om uiteindelijk in 1892 het doctoraat in de Letteren en Wijsbegeerte te behalen.
Reeds tijdens zijn studententijd nam hij in 1886 het bestaande studentenblad L'Élan littéraire over en herdoopte het in La Wallonie. Het was de eerste maal dat de naam Wallonië zo breed gepopulariseerd werd en een politiek en cultureel gekleurde lading kreeg nadat Joseph Grandgagnage de naam in 1844 voor het eerst had gebruikt. Gustave Rahlenbeck en Célestin Demblon kwamen even later de redactie versterken en zowel Belgische auteurs, met onder meer Emile Verhaeren, Max Elskamp en Charles Van Lerberghe als Franse auteurs met onder meer Stéphane Mallarmé, Paul Verlaine en André Gide leverden bijdragen aan het literair tijdschrift dat een uithangbord werd van het symbolisme. Het tijdschrift bleef bestaan tot in 1892 en stopte op een hoogtepunt.

### Periode in Parijs
Rond 1890 vestigde Mockel zich in Parijs, waar hij deel uitmaakte van de redactie van het gezaghebbende tijdschrift Mercure de France. Hij droeg in ruime mate bij tot het beter bekend worden van Belgische Franstalige auteurs zoals Camille Lemonnier door een serie artikelen te publiceren in het tijdschrift.
Mallarmé en Gide werden vrienden voor het leven. Toen Mallarmé, van wiens werk hij een groot liefhebber was, in 1898 stierf, publiceerde Mockel het werk Stéphane Mallarmé, un héros, waarin hij een volledige exegese maakte van dienst literaire werk. Met André Gide correspondeerde hij ruim 40 jaar, van 1891 tot 1938, een correspondentie die in 1975 postuum zou verschijnen. Later schreef hij eveneens kritieken over Van Lerberghe, Verhaeren en Elskamp.
Mockel was eveneens een Waals activist. Zijn leuze was: Wallonië aan de Walen, Vlaanderen aan de Vlamingen en Brussel aan de Belgen. Samen met Jules Destrée bereidde hij de oprichting van de Assemblée wallonne voor. In 1919 stelde hij er zijn visie op een Belgische federale organisatie voor met en publiceerde Esquisse d'une organisation fédaraliste de la Belgique. In 1920 was Mockel een van de stichtende leden van de Académie royale de langue et de littérature françaises de Belgique die op voorstel van toenmalig minister van Kunsten en Wetenschappen Destrée werd opgericht. Hij bleef lid van de academie tot aan zijn dood. In 1934 kreeg hij de Vijfjaarlijkse literatuurprijs van Wallonië voor zijn gehele literaire loopbaan.

### Terug in België
Rond 1938 keerde Mockel na ruim 40 jaar Parijs terug naar België en vestigde zich in Sint-Joost-ten-Node. In 1940 werd hij benoemd tot conservator van het Wiertzmuseum te Elsene en ging er met zijn echtgenote wonen. Hij stierf er in 1945 op 78-jarige leeftijd. Zes jaar later werd hij herbegraven op het ereperk van de begraafplaats van Robermont te Luik. Zowel in Luik als in Louvain-la-Neuve zijn een straat naar hem vernoemd. In 2012 kreeg hij postuum de prijs voor de Waalse verdienste.

## Publicaties (selectie)
- Les Fumistes Wallons, literatuurstudie, 1887
- Chantefable un peu naïve, dichtbundel, 1891
- Stéphane Mallarmé, un héros, 1898
- Propos de littérature, literatuurstudie, 1894
- Clartés, dichtbundel, 1901
- Charles Van Lerberghe, 1904
- Victor Rousseau, 1904
- Contes pour les enfants d'hier, kinderverhalen, 1908
- Emile Verhaeren, poète de l'énergie, 1917
- Esquisse d'une organisation fédaraliste de la Belgique, verhandeling, 1919
- La Flamme stérile, dichtbundel, 1923
- La Flamme immortelle, dichtbundel, 1924
- Correspondance avec André Gide, postuum, 1975